# لويس داير
لويس داير (بالإنجليزية: Louis Dyer)‏ هو مؤرخ أمريكي، ولد في 1851، وتوفي في 1908.